# Кенджи Мизогучи
Кенджи Мизогучи (на японски: 溝口 健二) е японски режисьор.

## Биография
Роден е на 16 май 1898 г. в Токио. Започва кариерата си в киното като актьор, а първите си филми режисира в началото на 20-те години. Най-голяма известност получава филмът му „Разкази на бледата луна след дъжд“ („雨月物語“, 1953).
Умира на 24 август 1956 г. в Киото.

## За него
- Andrew, Dudley; Andrew, Paul (1981). Kenji Mizoguchi, a Guide to References and Resources. G.K. Hall. ISBN 0-8161-8469-0.
- Le Fanu, Mark (2005). Mizoguchi and Japan. London: BFI Publishing. ISBN 978-1-84457-057-7.
- Sato, Tadao (2008). Kenji Mizoguchi and the Art of Japanese Cinema. ISBN 978-1-84788-230-1.